# Anja Pärson
Anja Sofia Tess Pärson (ur. 25 kwietnia 1981 w Umeå) – szwedzka narciarka alpejska, sześciokrotna medalistka olimpijska, wielokrotna medalistka mistrzostw świata oraz dwukrotna zdobywczyni Pucharu Świata. Jedna z niewielu zawodniczek, które wygrywały zawody Pucharu Świata we wszystkich konkurencjach. Pierwsza narciarka w historii, która zdobyła mistrzostwo świata we wszystkich pięciu konkurencjach. Łącznie na igrzyskach olimpijskich i mistrzostwach świata zdobyła indywidualnie siedemnaście medali, bijąc rekord należący do Niemki Christl Cranz.

## Kariera
Po raz pierwszy na arenie międzynarodowej Anja Pärson pojawiła się 3 stycznia 1997 roku w Gällivare, gdzie w zawodach FIS Race w gigancie zajęła osiemnaste miejsce. W 1998 roku wystąpiła na mistrzostwach świata juniorów w Megève, gdzie zwyciężyła w gigancie, a w slalomie zajęła trzecie miejsce za Niemkami Stefanie Wolf i Moniką Bergmann. Dwa tygodnie później, w wieku niespełna 17 lat, zadebiutowała w Pucharze Świata, zajmując 15 marca 1998 roku w Crans-Montana 25. miejsce w gigancie. Szwedka nie zdobyła jednak punktów, były to bowiem zawody Finału Pucharu Świata, w których punkty otrzymało tylko piętnaście najlepszych zawodniczek. Punkty zdobyła za to już w pierwszych zawodach sezonu 1998/1999, plasując się na trzynastym miejscu w gigancie 24 października 1998 roku w Sölden. Nieco ponad miesiąc później, 3 grudnia 1998 roku w Mammoth Mountain po raz pierwszy stanęła na podium zawodów tego cyklu, zwyciężając w slalomie. W zawodach tych wyprzedziła bezpośrednio Zali Steggall z Australii oraz Austriaczkę Ingrid Salvenmoser. W kolejnych startach jeszcze trzy razy stanęła na podium slalomów: 20 grudnia w Veysonnaz była trzecia, 17 stycznia w St. Anton zajęła drugie miejsce, a 23 lutego 1999 roku w Åre ponownie była trzecia. W klasyfikacji generalnej dało jej to dwunaste miejsce, a wśród slalomistek była trzecia, za Austriaczką Sabine Egger i swą rodaczką, Pernillą Wiberg. W marcu 1999 roku zdobyła złoty medal w slalomie podczas mistrzostw świata juniorów w Pra Loup. Miesiąc wcześniej wzięła udział w mistrzostwach świata w Vail/Beaver Creek, jednak nie ukończyła slalomu i giganta.

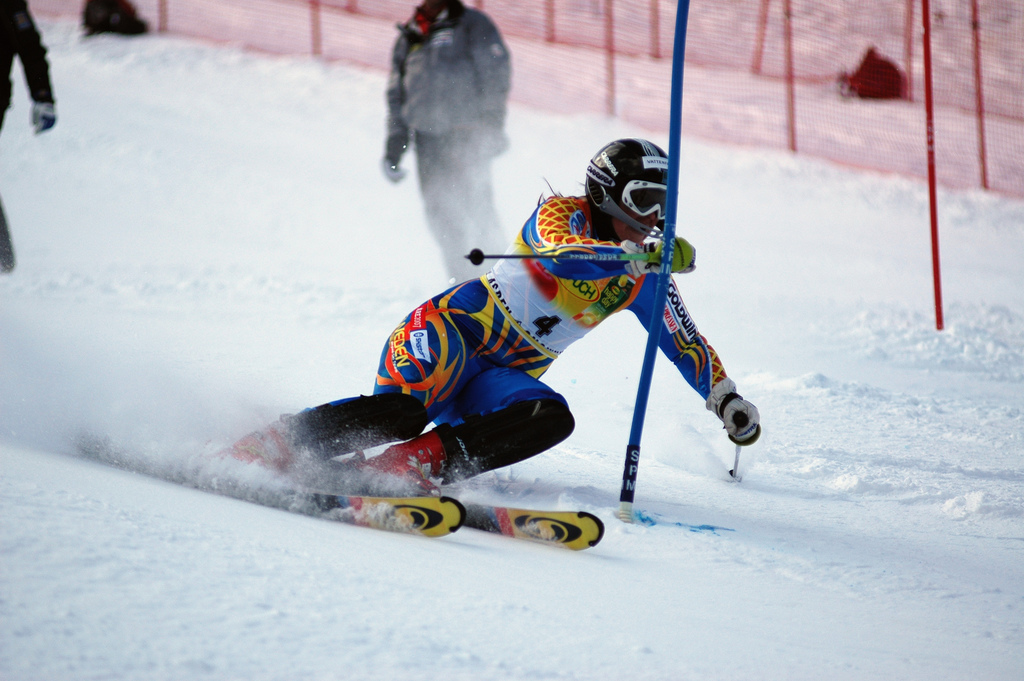
Pärson w Aspen (2006)

Kolejne sukcesy w kategorii juniorów osiągnęła na mistrzostwach świata juniorów w Québecu, gdzie w trzech startach zdobyła trzy medale. Najpierw zajęła trzecie miejsce w supergigancie, plasując się za Austriaczkami Kathrin Wilhelm i Ingrid Rumpfhuber. Następnie zwyciężyła w gigancie, wyprzedzając Hiszpankę Carolinę Ruiz Castillo o 1,47 sekundy. Dzień później wygrała także slalom, pokonując Emily Brydon z Kanady o 0,55 sekundy. W zawodach pucharowych cztery razy plasowała się w najlepszej trójce, za każdym razem w slalomie: 12 grudnia w Sestriere była druga, 12 lutego w Santa Caterina i 20 lutego w Åre była trzecia, a 19 marca 2000 roku w Bormio ponownie zajęła drugie miejsce. W klasyfikacji generalnej była tym razem ósma, a w klasyfikacji slalomu ponownie trzecia, za Špelą Pretnar ze Słowenii i Francuzką Christel Pascal. W kolejnym sezonie tylko raz stanęła na podium w slalomie, 10 marca w Åre zajmując trzecie miejsce. Pięciokrotnie dokonała tego jednak w gigancie: 28 października w Sölden i 16 listopada w Park City była trzecia, a 9 i 19 grudnia w Sestriere oraz 11 marca 2001 roku w Åre była druga. Sezon 2000/2001 zakończyła na jedenastej pozycji, a w klasyfikacji giganta była druga za Sonją Nef ze Szwajcarii. W lutym 2001 roku wystartowała na mistrzostwach świata w St. Anton, gdzie zdobyła pierwsze medale wśród seniorek. Zwyciężyła tam w slalomie, a w gigancie była trzecia za Sonją Nef i Włoszką Karen Putzer.
Najważniejszym punktem sezonu 2001/2002 były igrzyska olimpijskie w Salt Lake City. Pärson zdobyła tam srebrny medal w gigancie, awansując z czwartego miejsca po pierwszym przejeździe. W zawodach tych rozdzieliła na podium Janicę Kostelić z Chorwacji i Sonję Nef. Czwarte miejsce po pierwszym przejeździe zajmowała także w slalomie, tracąc do prowadzącej Kostelić 0,43 sekundy. W drugim przejeździe uzyskała ósmy wynik, co jednak dało jej trzeci łączny czas. Ostatecznie straciła 0,99 sekundy do Kostelić, a o 0,92 sekundy przegrała z Francuzką Laure Pequegnot. Był to pierwszy w historii medal olimpijski w tej konkurencji wywalczony przez reprezentantkę Szwecji. W Pucharze Świata ośmiokrotnie stawała na podium, w tym odnosząc cztery zwycięstwa w slalomie: 9 grudnia w Sestriere, 29 grudnia w Lienzu oraz 5 i 6 stycznia 2002 roku w Mariborze. W klasyfikacji generalnej dało jej to piąte miejsce, a w klasyfikacjach slalomu i giganta była trzecia. Jeszcze lepsze wyniki osiągała w sezonie 2002/2003, który ukończyła na trzeciej pozycji, za Kostelić i Putzer. W najlepszej trójce plasowała się dziewięć razy, z czego sześć razy wygrywała: 30 listopada w Aspen zwyciężyła w slalomie, 15 grudnia w Sestriere była najlepsza w slalomie równoległym, 19 stycznia w Cortinie d’Ampezzo i 25 stycznia w Mariborze wygrywała giganty, dzień później ponownie wygrała slalom, a 6 marca 2003 roku w Åre odniosła kolejny triumf w gigancie. W klasyfikacji slalomu była druga za Kostelić, a w gigancie wywalczyła pierwszą w karierze Małą Kryształową Kulę. W lutym 2003 roku wystartowała na mistrzostwach świata w Sankt Moritz, gdzie zwyciężyła w gigancie, wyprzedzając Włoszkę Denise Karbon i Allison Forsyth z Kanady. Na tej samej imprezie była też czwarta w slalomie, przegrywając walkę o podium z Austriaczką Nicole Hosp o 0,12 sekundy.
Najlepsze wyniki osiągnęła w sezonie 2003/2004, kiedy zwyciężyła w klasyfikacji generalnej oraz klasyfikacjach slalomu i giganta. Na podium stawała trzynaście razy, w tym odniosła aż jedenaście zwycięstw: sześć w slalomie (29 listopada w Park City, 16 grudnia w Madonna di Campiglio, 28 grudnia w Lienzu, 5 stycznia w Megève, 25 stycznia w Mariborze i 8 lutego w Zwiesel) oraz pięć w gigancie (28 listopada w Park City, 24 stycznia w Mariborze, 7 lutego w Zwiesel, 21 lutego w Åre i 14 marca w Sestriere). W kolejnym sezonie jedenaście razy plasowała się na podium, jednak odniosła tylko cztery zwycięstwa: 23 listopada w Sölden w gigancie, 23 stycznia w Mariborze w slalomie oraz 25 i 26 lutego 2005 roku w San Sicario, kolejno w supergigancie i zjeździe. Wystarczyło to do zwycięstwa w klasyfikacji generalnej, z przewagą zaledwie trzech punktów nad Janicą Kostelić. Ponadto Szwedka była druga w klasyfikacjach giganta i kombinacji. Na przełomie stycznia i lutego 2005 roku wystąpiła na mistrzostwach świata w Bormio, zdobywając trzy medale. Najpierw zwyciężyła w supergigancie, zdobywając pierwszy w historii złoty medal dla Szwecji w tej konkurencji. Następnie zwyciężyła w gigancie, wyprzedzając Tanję Poutiainen z Finlandii. Na koniec zajęła drugie miejsce w kombinacji, rozdzielając na podium Janicę Kostelić i Austriaczkę Marlies Schild.

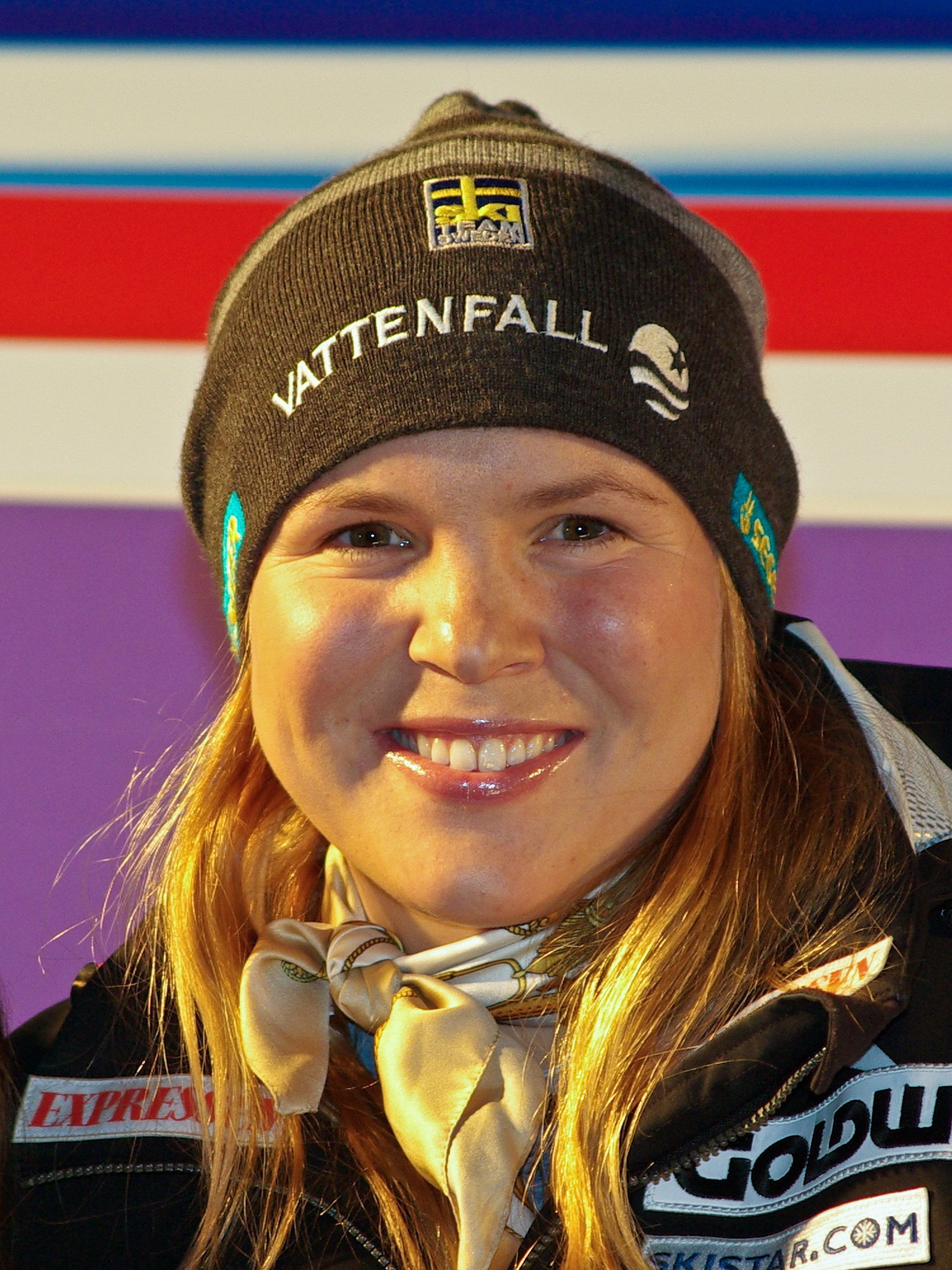
Pärson w Semmering (2008)

Kolejne medale wywalczyła podczas igrzysk olimpijskich w Turynie, rozpoczynając od zajęcia trzeciego miejsca w zjeździe. W zawodach tych o 0,64 sekundy przegrała z Michaelą Dorfmeister, a o 0,27 sekundy uległa Martinie Schild ze Szwajcarii. Trzy dni później trzecia była również w kombinacji, plasując się za Kostelić i Marlies Schild. W swoim ostatnim starcie zdobyła złoty medal w slalomie, pokonując Austriaczki Nicole Hosp i Marlies Schild. Był to pierwszy w historii złoty medal olimpijski dla Szwecji w tej konkurencji w rywalizacji kobiet. W zawodach pucharowych stawała na podium częściej, niż w jakimkolwiek innym sezonie, dokonując tego piętnaście razy. Odniosła kolejnych osiem zwycięstw w czterech konkurencjach: 11 grudnia w Aspen, 22 grudnia w Szpindlerowym Młynie i 11 marca w Levi była najlepsza w slalomach, 28 grudnia w Lienzu i 4 lutego w Ofterschwang wygrywała giganty, 13 stycznia w Bad Kleinkirchheim i 15 marca w Åre wygrywała zjazdy, a 27 stycznia w Cortinie d'Ampezzo triumfowała w supergigancie. Sezon 2005/2006 ukończyła na drugiej pozycji, 308 punktów za Kostelić, która ustanowiła nowy rekord punktów zdobytych w jednym sezonie. Szwedka zwyciężyła za to w klasyfikacji giganta, była druga w kombinacji i trzecia w klasyfikacji slalomu. W sezonie 2006/2007 wielokrotnie nie kończyła zawodów, a na podium stanęła cztery razy. Odniosła jedno zwycięstwo 15 marca 2007 roku w Lenzerheide wygrywając supergiganta. W klasyfikacji generalnej była piąta, nie znalazła się także w czołowej trójce klasyfikacji końcowych w żadnej z konkurencji. Rozgrywane w 2007 roku mistrzostwa świata w Åre okazały się za to najbardziej udaną imprezą w jej karierze. W sześciu startach zdobyła tam pięć medali, zaczynając od trzech kolejnych zwycięstw: w supergigancie, superkombinacji oraz zjeździe. Wraz ze zdobyciem złota w zjeździe stała się pierwszą w historii narciarką, która zdobyła mistrzostwo świata we wszystkich konkurencjach. Następnie nie ukończyła giganta, jednak w slalomie wywalczyła trzecie miejsce, plasując się za Czeszką Šárką Záhrobską i Marlies Schild. Ponadto wspólnie z Hansem Olssonem, Patrikiem Järbynem, Anną Ottosson, Markusem Larssonem i Jensem Byggmarkiem zdobyła srebrny medal w rywalizacji drużynowej.
Sezon 2007/2008 był jej najsłabszym od siedmiu lat. W najlepszej trójce zawodów PŚ znalazła się pięciokrotnie, w tym wygrywając kolejno zjazd i supergiganta w dniach 15 i 16 grudnia w Sankt Moritz oraz superkombinację 9 marca 2008 roku w Crans-Montana. W klasyfikacji generalnej była szósta, a klasyfikacji kombinacji zajęła trzecie miejsce, za Niemką Marią Riesch i Lindsey Vonn z USA. Przez dwa kolejne sezony zajmowała trzecie miejsce w klasyfikacji generalnej. W tym czasie łącznie trzynaście razy stawała na podium, wygrywając trzy zawody: 19 grudnia 2008 roku w Sankt Moritz zwyciężyła w superkombinacji, 18 stycznia 2009 roku w Altenmarkt triumfowała w zjeździe, a 29 stycznia 2010 roku w Sankt Moritz ponownie była najlepsza w superkombinacji. W sezonie 2008/2009 zwyciężyła w klasyfikacji kombinacji, zdobywając swoją ostatnią Małą Kryształową Kulę. Natomiast w sezonie 2009/2010 zajęła trzecie miejsce w klasyfikacji zjazdu i drugie w kombinacji. Rozgrywane w 2009 roku mistrzostwa świata w Val d’Isère były pierwszą od dziesięciu lat imprezą, z której wróciła bez medalu. Najlepszy wynik osiągnęła tam w slalomie, który ukończyła na dziewiątej pozycji. Na rozgrywanych rok później igrzyskach w Vancouver tylko w kombinacji zajęła miejsce w pierwszej dziesiątce. Po zjeździe do kombinacji zajmowała siódme miejsce, tracąc do prowadzącej Vonn 1,41 sekundy. W slalomie uzyskała szósty wynik, co dało jej jednak trzeci łączny czas i brązowy medal. Ostatecznie straciła 1,05 sekundy do Marii Höfl-Riesch oraz 0,11 sekundy do Julii Mancuso z USA. Pärson blisko medalu była także w zjeździe, jednak tuż przed metą straciła równowagę i wypadała z trasy, uderzając w jedną z bramek. Na ostatnim punkcie pomiarowym przez wypadkiem traciła do ostatecznej zwyciężczyni, Lindsey Vonn 0,37 sekundy (wynik ten dałby jej srebrny medal). Nie odniosła poważniejszych obrażeń.
Ostatnie sukcesy osiągnęła w sezonie 2010/2011. Trzykrotnie stawała na podium, odnosząc zwycięstwo w zjeździe 5 marca 2011 roku w Tarvisio. Triumf ten był jednocześnie jej ostatnim podium w zawodach tego cyklu. W klasyfikacji generalnej zajęła ósme miejsce, a w klasyfikacjach zjazdu i supergiganta była piąta. W lutym 2011 roku brała udział w mistrzostwach świata w Garmisch-Partenkirchen zdobywając dwa brązowe medale. Najpierw zajęła trzecie miejsce w kombinacji, osiągając trzeci czas zjazdu i ósmy czas slalomu. W zawodach tych lepsze były tylko Austriaczka Anna Fenninger oraz Tina Maze ze Słowenii. Parę dni później trzecia była także w zawodach drużynowych, w których startowała wspólnie z Hansem Olssonem, Mattsem Olssonem, Axelem Bäckiem, Sarą Hector i Marią Pietilą-Holmner. Startowała jeszcze w sezonie 2011/2012, jednak zajęła dopiero 32. miejsce w klasyfikacji generalnej. Był to najsłabszy wynik w historii jej startów w Pucharze Świata. Sześciokrotnie plasowała się w czołowej dziesiątce, najlepszy wynik osiągając 15 marca 2012 roku w Schladming, gdzie była ósma w supergigancie. Zawody te były ostatnim oficjalnym występem Pärson na arenie międzynarodowej. W marcu 2012 roku zakończyła karierę. Jako jeden z powodów decyzji podała nękające ją kontuzje (kilkakrotnie przeszła operację lewego kolana, miała także problemy z kręgosłupem).

## Inne osiągnięcia i nagrody
Wielokrotnie zdobywała medale mistrzostw Szwecji, w tym dziesięć złotych: w zjeździe w latach 2001, 2003 i 2010, gigancie w latach 1998, 2003 i 2005, kombinacji w latach 2000, 2001 i 2003 oraz slalomie w 2005 roku. W latach 2006–2007 otrzymywała nagrodę Svenska Dagbladets guldmedalj. W 2006 roku była chorążym reprezentacji Szwecji podczas ceremonii otwarcia igrzysk w Turynie. Łącznie wygrała 42. zawody Pucharu Świata, co daje jej piąte miejsce w klasyfikacji wszech czasów. Z wynikiem 95. miejsc na podium zawodów tego cyklu jest również piąta w klasyfikacji wszech czasów.

## Życie prywatne
W czerwcu 2012 roku publicznie ogłosiła, że jest lesbijką. W lipcu 2012 roku urodziła syna, Elvisa. W 2014 roku wzięła ślub ze swoją partnerką, Filippą. Przez pewien czas mieszkała w Monako, jednak od 2012 roku wraz z rodziną mieszka w szwedzkiej miejscowości Umeå. W styczniu 2015 roku ogłosiła, że po raz drugi jest w ciąży. Od 2015 roku pracuje jako komentatorka zawodów w narciarstwie alpejskim dla Sveriges Television.

## Osiągnięcia

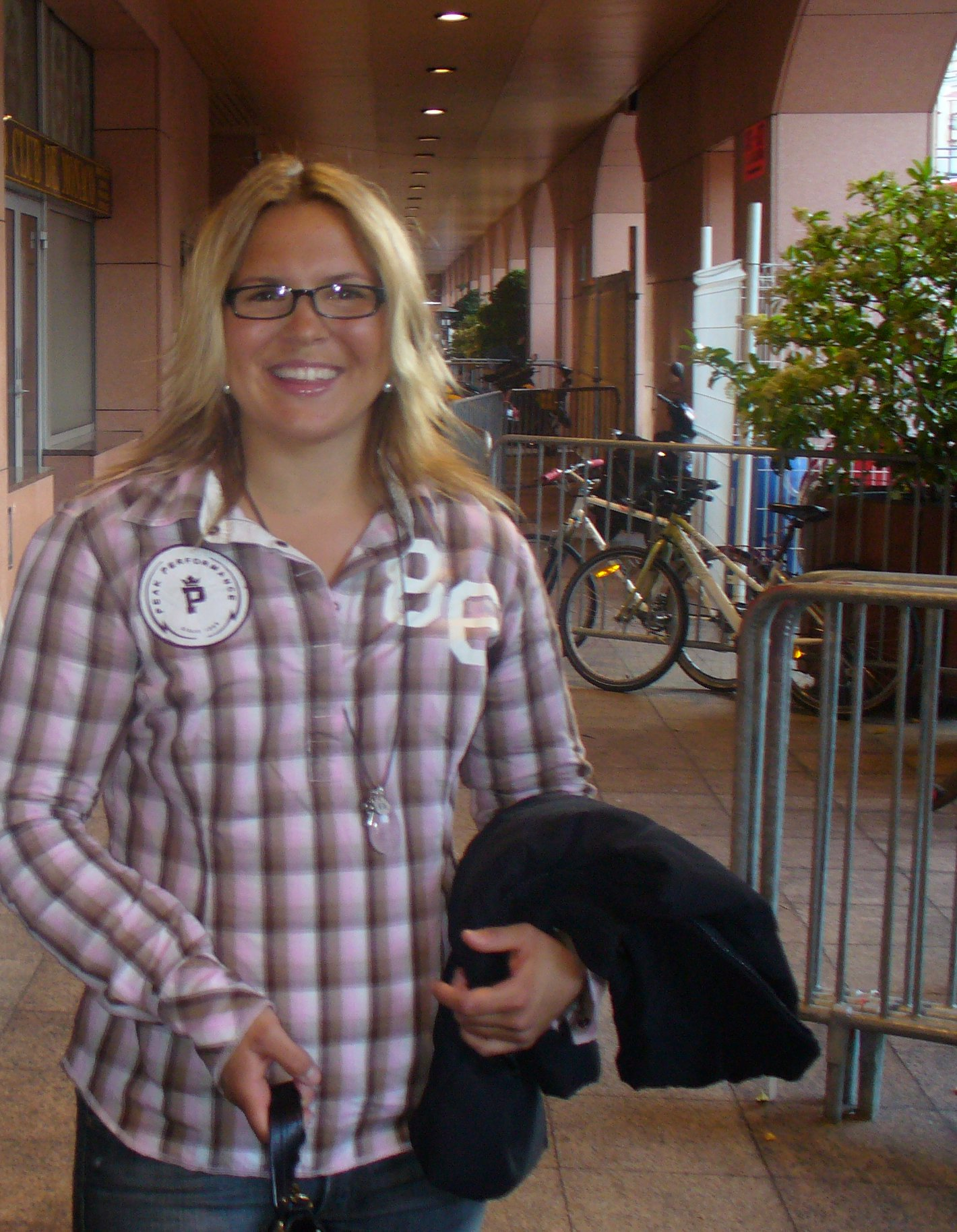
Pärson w Monako (2006)

### Igrzyska olimpijskie
| Miejsce | Dzień     | Rok  | Miejscowość    | Konkurencja     | Czas biegu | Strata | Zwyciężczyni         |
| ------- | --------- | ---- | -------------- | --------------- | ---------- | ------ | -------------------- |
| 3.      | 20 lutego | 2002 | Salt Lake City | Slalom          | 1:46,10    | +0,99  | Janica Kostelić      |
| 2.      | 22 lutego | 2002 | Salt Lake City | Gigant          | 2:30,01    | +1,32  | Janica Kostelić      |
| 3.      | 15 lutego | 2006 | Turyn          | Zjazd           | 1:56,49    | +0,64  | Michaela Dorfmeister |
| 3.      | 18 lutego | 2006 | Turyn          | Kombinacja      | 2:51,08    | +0,55  | Janica Kostelić      |
| 12.     | 20 lutego | 2006 | Turyn          | Supergigant     | 1:32,47    | +1,41  | Michaela Dorfmeister |
| 1.      | 22 lutego | 2006 | Turyn          | Slalom          | 1:29,04    | –      | –                    |
| 6.      | 24 lutego | 2006 | Turyn          | Gigant          | 2:09,19    | +1,77  | Julia Mancuso        |
| DNF     | 17 lutego | 2010 | Vancouver      | Zjazd           | 1:44,19    | –      | Lindsey Vonn         |
| 3.      | 18 lutego | 2010 | Vancouver      | Superkombinacja | 2:09,14    | +1,05  | Maria Riesch         |
| 11.     | 20 lutego | 2010 | Vancouver      | Supergigant     | 1:20,14    | +1,84  | Andrea Fischbacher   |
| 22.     | 25 lutego | 2010 | Vancouver      | Gigant          | 2:27,11    | +1,79  | Viktoria Rebensburg  |
| DNF2    | 26 lutego | 2010 | Vancouver      | Slalom          | 1:42,89    | –      | Maria Riesch         |

### Mistrzostwa świata
| Miejsce | Dzień       | Rok  | Miejscowość       | Konkurencja     | Czas biegu | Strata  | Zwyciężczyni          |
| ------- | ----------- | ---- | ----------------- | --------------- | ---------- | ------- | --------------------- |
| DNF1    | 11 lutego   | 1999 | Vail/Beaver Creek | Gigant          | 2:08,54    | –       | Alexandra Meissnitzer |
| DNF1    | 13 lutego   | 1999 | Vail/Beaver Creek | Slalom          | 1:33,97    | –       | Zali Steggall         |
| 1.      | 7 lutego    | 2001 | St. Anton         | Slalom          | 1:32,95    | –       | –                     |
| 3.      | 9 lutego    | 2001 | St. Anton         | Gigant          | 2:19,01    | +1,51   | Sonja Nef             |
| 1.      | 13 lutego   | 2003 | Sankt Moritz      | Gigant          | 2:30,97    | –       | –                     |
| 4.      | 15 lutego   | 2003 | Sankt Moritz      | Slalom          | 1:39,55    | +1,03   | Janica Kostelić       |
| 1.      | 30 stycznia | 2005 | Bormio            | Supergigant     | 1:17,64    | –       | –                     |
| 2.      | 4 lutego    | 2005 | Bormio            | Kombinacja      | 2:53,70    | +1,45   | Janica Kostelić       |
| 7.      | 6 lutego    | 2005 | Bormio            | Zjazd           | 1:39,90    | +1,17   | Janica Kostelić       |
| 1.      | 8 lutego    | 2005 | Bormio            | Gigant          | 2:13,63    | –       | –                     |
| DNF2    | 11 lutego   | 2005 | Bormio            | Slalom          | 1:47,98    | –       | Janica Kostelić       |
| 1.      | 6 lutego    | 2007 | Åre               | Supergigant     | 1:18,85    | –       | –                     |
| 1.      | 9 lutego    | 2007 | Åre               | Superkombinacja | 1:57,69    | –       | –                     |
| 1.      | 11 lutego   | 2007 | Åre               | Zjazd           | 1:26,89    | –       | –                     |
| DNF2    | 13 lutego   | 2007 | Åre               | Gigant          | 2:31,72    | –       | Nicole Hosp           |
| 3.      | 16 lutego   | 2007 | Åre               | Slalom          | 1:43,91    | +0,16   | Šárka Záhrobská       |
| 2.      | 18 lutego   | 2007 | Åre               | Drużynowo       | 18 pkt     | +15 pkt | Austria               |
| DNF     | 3 lutego    | 2009 | Val d’Isère       | Supergigant     | 1:20,73    | –       | Lindsey Vonn          |
| DNF1    | 6 lutego    | 2009 | Val d’Isère       | Superkombinacja | 2:20,13    | –       | Kathrin Zettel        |
| 12.     | 9 lutego    | 2009 | Val d’Isère       | Zjazd           | 1:30,31    | +2,32   | Lindsey Vonn          |
| 15.     | 12 lutego   | 2009 | Val d’Isère       | Gigant          | 2:03,49    | +2,56   | Kathrin Hölzl         |
| 9.      | 14 lutego   | 2009 | Val d’Isère       | Slalom          | 1:51,80    | +1,98   | Maria Riesch          |
| 10.     | 8 lutego    | 2011 | Ga-Pa             | Supergigant     | 1:23,82    | +1,17   | Elisabeth Görgl       |
| 3.      | 11 lutego   | 2011 | Ga-Pa             | Superkombinacja | 2:43,23    | +0,27   | Anna Fenninger        |
| 11.     | 13 lutego   | 2011 | Ga-Pa             | Zjazd           | 1:47,24    | +1,78   | Elisabeth Görgl       |
| 3.      | 16 lutego   | 2011 | Ga-Pa             | Drużynowo       | –          | –       | Francja               |
| 9.      | 17 lutego   | 2011 | Ga-Pa             | Gigant          | 2:20,54    | +1,21   | Tina Maze             |

### Mistrzostwa świata juniorów
| Miejsce | Dzień     | Rok  | Miejscowość | Konkurencja | Czas biegu | Strata | Zwyciężczyni    |
| ------- | --------- | ---- | ----------- | ----------- | ---------- | ------ | --------------- |
| 3.      | 28 lutego | 1998 | Megève      | Slalom      | 1:26,48    | +0,85  | Stefanie Wolf   |
| 1.      | 1 marca   | 1998 | Megève      | Gigant      | 1:54,35    | –      | –               |
| 1.      | 9 marca   | 1999 | Pra Loup    | Slalom      | 1:46,62    | –      | –               |
| DNF2    | 10 marca  | 1999 | Pra Loup    | Gigant      | 1:53,82    | –      | Denise Karbon   |
| 3.      | 22 lutego | 2000 | Québec      | Supergigant | 1:18,79    | +0,20  | Kathrin Wilhelm |
| 1.      | 25 lutego | 2000 | Québec      | Gigant      | 1:55,08    | –      | –               |
| 1.      | 26 lutego | 2000 | Québec      | Slalom      | 1:50,79    | –      | –               |

### Puchar Świata

#### Miejsca w klasyfikacji generalnej
- sezon 1998/1999: 12.
- sezon 1999/2000: 8.
- sezon 2000/2001: 11.
- sezon 2001/2002: 5.
- sezon 2002/2003: 3.
- sezon 2003/2004: 1.
- sezon 2004/2005: 1.
- sezon 2005/2006: 2.
- sezon 2006/2007: 5.
- sezon 2007/2008: 6.
- sezon 2008/2009: 3.
- sezon 2009/2010: 3.
- sezon 2010/2011: 8
- sezon 2011/2012: 32

#### Statystyka miejsc na podium
| Sezon     | 1. miejsce | 2. miejsce | 3. miejsce | Razem |
| 1998/1999 | 1          | 1          | 2          | 4     |
| 1999/2000 | -          | 2          | 2          | 4     |
| 2000/2001 | -          | 3          | 3          | 4     |
| 2001/2002 | 4          | 3          | 1          | 8     |
| 2002/2003 | 6          | 2          | 1          | 9     |
| 2003/2004 | 11         | 2          | -          | 13    |
| 2004/2005 | 4          | 5          | 2          | 11    |
| 2005/2006 | 8          | 5          | 2          | 15    |
| 2006/2007 | 1          | 1          | 2          | 4     |
| 2007/2008 | 3          | 1          | 1          | 5     |
| 2008/2009 | 2          | 1          | 3          | 6     |
| 2009/2010 | 1          | 2          | 4          | 7     |
| 2010/2011 | 1          | 2          | -          | 3     |
| suma      | 42         | 30         | 23         | 95    |

#### Zwycięstwa w zawodach o Puchar Świata
1. Mammoth Mountain – 3 grudnia 1998 (slalom)
2. Sestriere – 9 grudnia 2001 (slalom)
3. Lienz – 29 grudnia 2001 (slalom)
4. Maribor – 5 stycznia 2002 (slalom)
5. Maribor – 6 stycznia 2002 (slalom)
6. Aspen – 30 listopada 2002 (slalom)
7. Sestriere – 15 grudnia 2002 (slalom równoległy)
8. Cortina d’Ampezzo – 19 stycznia 2003 (gigant)
9. Maribor – 25 stycznia 2003 (gigant)
10. Maribor – 26 stycznia 2003 (slalom)
11. Åre – 6 marca 2003 (gigant)
12. Park City – 28 listopada 2003 (gigant)
13. Park City – 29 listopada 2003 (slalom)
14. Madonna di Campiglio – 16 grudnia 2003 (slalom)
15. Lienz – 28 grudnia 2003 (slalom)
16. Megève – 5 stycznia 2004 (slalom)
17. Maribor – 24 stycznia 2004 (gigant)
18. Maribor – 25 stycznia 2004 (slalom)
19. Zwiesel – 7 lutego 2004 (gigant)
20. Zwiesel – 8 lutego 2004 (slalom)
21. Åre – 21 lutego 2004 (gigant)
22. Sestriere – 14 marca 2004 (gigant)
23. Sölden – 23 listopada 2004 (gigant)
24. Maribor – 23 stycznia 2005 (slalom)
25. San Sicario – 25 lutego 2005 (supergigant)
26. San Sicario – 26 lutego 2005 (zjazd)
27. Aspen – 11 grudnia 2005 (slalom)
28. Špindlerův Mlýn – 22 grudnia 2005 (slalom)
29. Lienz – 28 grudnia 2005 (gigant)
30. Bad Kleinkirchheim – 13 stycznia 2006 (zjazd)
31. Cortina d’Ampezzo – 27 stycznia 2006 (supergigant)
32. Ofterschwang – 4 lutego 2006 (gigant)
33. Levi – 11 marca 2006 (slalom)
34. Åre – 15 marca 2006 (zjazd)
35. Lenzerheide – 15 marca 2007 (supergigant)
36. Sankt Moritz – 15 grudnia 2007 (zjazd)
37. Sankt Moritz – 16 grudnia 2007 (supergigant)
38. Crans-Montana – 9 marca 2008 (superkombinacja)
39. Sankt Moritz – 19 grudnia 2008 (superkombinacja)
40. Altenmarkt – 18 stycznia 2009 (zjazd)
41. Sankt Moritz – 29 stycznia 2010 (superkombinacja)
42. Tarvisio – 5 marca 2011 (zjazd)

- 42 zwycięstw (18 slalomów, 11 gigantów, 6 zjazdów, 4 supergiganty i 3 superkombinacje)

#### Pozostałe miejsca na podium
1. Veysonnaz – 20 grudnia 1998 (slalom) – 3. miejsce
2. St. Anton – 17 stycznia 1999 (slalom) – 2. miejsce
3. Åre – 23 lutego 1999 (slalom) – 3. miejsce
4. Sestriere – 12 grudnia 1999 (slalom) – 2. miejsce
5. Santa Caterina – 12 lutego 2000 (slalom) – 3. miejsce
6. Åre – 20 lutego 2000 (slalom) – 3. miejsce
7. Bormio – 19 marca 2000 (slalom) – 2. miejsce
8. Sölden – 28 października 2000 (gigant) – 3. miejsce
9. Park City – 16 listopada 2000 (gigant) – 3. miejsce
10. Sestriere – 9 grudnia 2000 (gigant) – 2. miejsce
11. Sestriere – 19 grudnia 2000 (gigant) – 2. miejsce
12. Åre – 10 marca 2001 (slalom) – 3. miejsce
13. Åre – 11 marca 2001 (gigant) – 2. miejsce
14. Val d’Isère – 16 grudnia 2001 (gigant) – 2. miejsce
15. Lienz – 28 grudnia 2001 (gigant) – 3. miejsce
16. Åre – 31 stycznia 2002 (gigant) – 2. miejsce
17. Altenmarkt – 10 marca 2002 (slalom) – 2. miejsce
18. Bormio – 4 stycznia 2003 (gigant) – 2. miejsce
19. Bormio – 5 stycznia 2003 (slalom) – 3. miejsce
20. Åre – 8 marca 2003 (slalom) – 2. miejsce
21. Sölden – 25 października 2003 (gigant) – 2. miejsce
22. Madonna di Campiglio – 17 grudnia 2003 (slalom) – 2. miejsce
23. Aspen – 26 listopada 2004 (gigant) – 2. miejsce
24. Aspen – 27 listopada 2004 (slalom) – 2. miejsce
25. Sankt Moritz – 22 grudnia 2004 (gigant) – 2. miejsce
26. Cortina d’Ampezzo – 12 stycznia 2005 (supergigant) – 2. miejsce
27. Åre – 20 lutego 2005 (gigant) – 3. miejsce
28. San Sicario – 27 lutego 2005 (kombinacja) – 2. miejsce
29. Lenzerheide – 11 marca 2005 (supergigant) – 3. miejsce
30. Sölden – 22 października 2005 (gigant) – 3. miejsce
31. Aspen – 10 grudnia 2005 (gigant) – 2. miejsce
32. Sankt Moritz – 22 stycznia 2006 (superkombinacja) – 2. miejsce
33. Ofterschwang – 3 lutego 2006 (gigant) – 2. miejsce
34. Kvitfjell – 4 marca 2006 (superkombinacja) – 2. miejsce
35. Levi – 10 marca 2006 (slalom) – 2. miejsce
36. Åre – 17 marca 2006 (slalom) – 3. miejsce
37. Lake Louise – 2 grudnia 2006 (zjazd) – 3. miejsce
38. Val d’Isère – 20 grudnia 2006 (zjazd) – 3. miejsce
39. Lenzerheide – 17 marca 2007 (slalom) – 2. miejsce
40. Cortina d’Ampezzo – 19 stycznia 2008 (zjazd) – 2. miejsce
41. Whistler – 24 lutego 2008 (superkombinacja) – 3. miejsce
42. Altenmarkt – 17 stycznia 2009 (superkombinacja) – 3. miejsce
43. Cortina d’Ampezzo – 24 stycznia 2009 (zjazd) – 3. miejsce
44. Garmisch-Partenkirchen – 1 lutego 2009 (supergigant) – 2. miejsce
45. Tarvisio – 21 lutego 2009 (zjazd) – 3. miejsce
46. Haus – 8 stycznia 2010 (zjazd) – 2. miejsce
47. Haus – 10 stycznia 2010 (supergigant) – 2. miejsce
48. Maribor – 16 stycznia 2010 (gigant) – 3. miejsce
49. Cortina d’Ampezzo – 22 stycznia 2010 (supergigant) – 3. miejsce
50. Cortina d’Ampezzo – 23 stycznia 2010 (zjazd) – 3. miejsce
51. Garmisch-Partenkirchen – 10 marca 2010 (zjazd) – 3. miejsce
52. Altenmarkt – 8 stycznia 2011 (zjazd) – 2. miejsce
53. Cortina d’Ampezzo – 21 stycznia 2011 (supergigant) – 2. miejsce